# Саут-Вібер (Юта)
Саут-Вібер (англ. South Weber) — місто (англ. city) в США, в окрузі Девіс штату Юта. Населення — 7867 осіб (2020).

## Географія
Саут-Вібер розташований за координатами 41°8′5″ пн. ш. 111°56′30″ зх. д. / 41.13472° пн. ш. 111.94167° зх. д. (41.134692, -111.941588).  За даними Бюро перепису населення США в 2010 році місто мало площу 12,23 км², з яких 12,08 км² — суходіл та 0,15 км² — водойми.

## Демографія
Згідно з переписом 2010 року, у місті мешкала 6051 особа в 1707 домогосподарствах у складі 1508 родин. Густота населення становила 495 осіб/км².  Було 1735 помешкань (142/км²).
Расовий склад населення:
| - 95,5 % — білих - 0,5 % — азіатів - 0,4 % — чорних або афроамериканців - 0,2 % — вихідців з тихоокеанських островів - 0,2 % — корінних американців - 1,1 % — осіб інших рас |

До двох чи більше рас належало 2,1 %. Частка іспаномовних становила 4,3 % від усіх жителів.
За віковим діапазоном населення розподілялося таким чином: 36,5 % — особи молодші 18 років, 57,5 % — особи у віці 18—64 років, 6,0 % — особи у віці 65 років та старші. Медіана віку мешканця становила 29,5 року. На 100 осіб жіночої статі у місті припадало 102,4 чоловіків;  на 100 жінок у віці від 18 років та старших — 100,9 чоловіків також старших 18 років.
Середній дохід на одне домашнє господарство  становив 104 814 долари США (медіана — 86 250), а середній дохід на одну сім'ю — 108 878 доларів (медіана — 88 950). Медіана доходів становила 66 863 долари для чоловіків та 44 026 доларів для жінок. За межею бідності перебувало 3,5 % осіб, у тому числі 5,2 % дітей у віці до 18 років та 1,8 % осіб у віці 65 років та старших.
Цивільне працевлаштоване населення становило 2853 особи. Основні галузі зайнятості: освіта, охорона здоров'я та соціальна допомога — 18,5 %, публічна адміністрація — 15,4 %, роздрібна торгівля — 13,1 %, виробництво — 10,9 %.